# NGC 3479
NGC 3479 (NGC 3502) é uma galáxia espiral barrada (SBbc) localizada na direcção da constelação de Crater. Possui uma declinação de -14° 57' 40" e uma ascensão recta de 10 horas, 58 minutos e 55,4 segundos.
A galáxia NGC 3479 foi descoberta em 1886 por Ormond Stone.